# 麦高文鱼龙属
麦高文鱼龙属（学名：Macgowania）是小胯鱼龙类已灭绝的一个属，化石发现于加拿大不列颠哥伦比亚省。它是种身长3（9.8英尺）左右的小型鱼龙。

## 研究历史
麦高文鱼龙正模标本ROM 41992（RBCM 91.2.5）是一具保存有近乎完整的颅骨、基本完整的前鳍及其它颅后材料的骨骼，收集于大约2.1亿年前晚三叠世中诺利期帕多内特组的尤维特斯普尔地（Jewitt Spur locality），发现于威利斯顿湖和平河段（Williston Lake）支流北岸。此地发现的另一件标本ROM 41991，从前鳍特征来看应该可以归入本属，但因保存欠佳而无法确定。麦高文鱼龙在众多系统发育分析中的位置均非常稳定。麦高文与藻谷于2003年命名麦高文鱼龙科（Macgowaniidae）以包含该属。

## 词源
麦高文鱼龙原于1996年被克里斯·麦高文（Chris McGowan）描述为双头鱼龙（Ichthyosaurus janiceps）。藻谷良辅（Ryosuke Motani）于1999年将其独立建属，模式种为双头麦高文鱼龙（Macgowania janiceps）。属名致敬模式种的描述者麦高文。种名取自中生有前后两张脸的罗马神明雅努斯及拉丁语中意为“头”的ceps一词。后缀~ceps源自拉丁语caput，意为头部。